# Wojewódzkie Przedsiębiorstwo Komunikacyjne
Wojewódzkie Przedsiębiorstwo Komunikacyjne (WPK) – przedsiębiorstwa państwowe zajmujące się prowadzeniem transportu miejskiego i regionalnego, istniejące w województwach Polskiej Rzeczypospolitej Ludowej. W niektórych województwach funkcjonujące pod nazwą Wojewódzkie Przedsiębiorstwo Komunikacji Miejskiej (WPKM).
W konsekwencji transformacji ustrojowej prowadzenie transportu miejskiego powierzono samorządom gminnym. Wojewódzkie Przedsiębiorstwa Komunikacyjne podzielono na mniejsze przedsiębiorstwa, które komunalizowano na rzecz samorządów gminnych bądź sprywatyzowano.